# サスカトゥーン
サスカトゥーン（英語: Saskatoon、発音: [sæskəˈtuːn]）は、カナダ、サスカチュワン州中央部にある都市。1980年代中頃より、同州最大の都市である。7つの橋が川にかかっているためから「橋の街」（City of Bridges）または「プレーリーのパリ」（The Paris of the Prairies）と呼ばれる。人口は24万6376人。都市圏人口は29万5095人で、近年は急速に発展している都市である。

## 歴史
最初の入植は1883年、トロント・メソジスト教会の一団が酒の商取引から逃れるために、禁酒の理想郷を急速に発展していたプレーリー地方に築こうとしたことに始まる。ジョン・レイクが率いる入植者らはオンタリオ州から鉄道でムースジョーまで行き、当時のサスカトゥーンにはまだ鉄道が敷かれていなかったため、今のサスカトゥーンまでは馬車が使われた。
1903年に川の西部が町として設立され、同年、ヌタナは村制となる。1906年に市制が敷かれ、リバーズデール地区とヌタナ地区を含め、人口4,500人の都市となった。隣接するモンゴメリープレイスが1955年に、サザーランドが1956年にサスカトゥーンに合併された。
サスカトゥーンの名の由来はクリー族の言葉で、この地に生えるサスカトゥーン・ベリー「misâskwatômina」の発音に由来する（バラ科ザイフリボク属の木で、果実を食用とする）。長く「ハブ・シティ」の愛称で知られ、「Sトゥーン」（S'toon）と短縮して呼ばれることも多い。また、1988年に上映された映画「ロジャー・ラビット」の影響から、「トゥーンタウン」（Toontown）として良く知られるようになった。1960年代から1970年代によく知られた愛称に「POWシティ」というのがあり、POWはこの土地で多く生産されるカリウム（Potash）、石油（Oil）、小麦（Wheat）の頭文字から来ている。

## ランドマーク

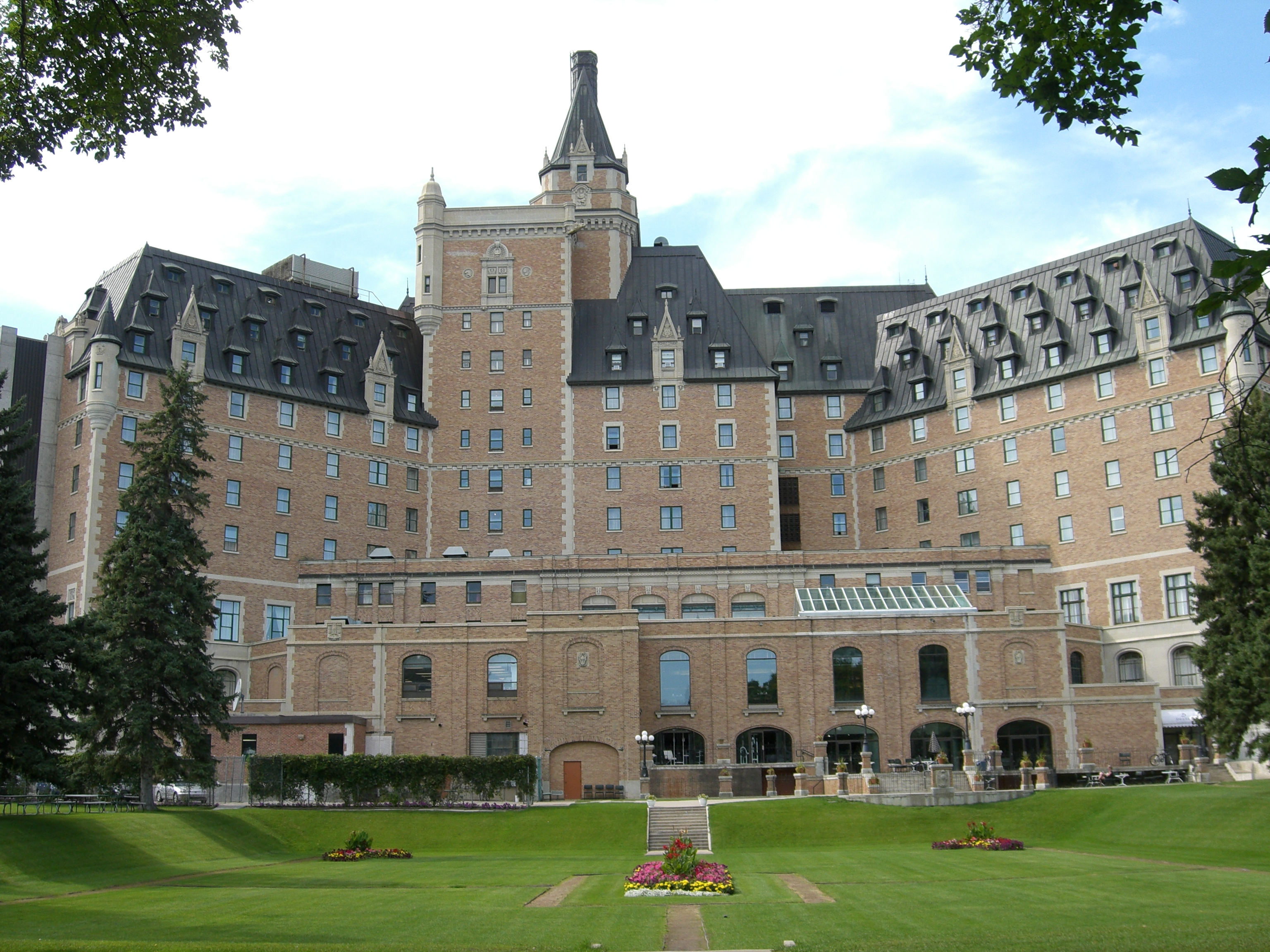
ホテル・ベスボロー

最もよく知られたランドマークはホテル・ベスボロー (Bessborough) で、単にベスボロー、ザ・ベスとも呼ばれる。1930年代の大不況の最中、カナディアン・ナショナル鉄道（CNR）によって建設された鉄道ホテルで、バイエルンの城を元にデザインされている。現在はCNRの所有から離れ、いくつものオーナーに受け継がれている。川岸を元の状態に戻すため、建物を取り壊すことも提案された。現在、スパダイナ通りより川岸にある主な建物はこのベスボローとメンデル美術館のみである。ベスボローはサスカトゥーンを代表する風景で、ブロードウェイ橋とともに最もよく写真が撮られる場所の一つである。
ダウンタウン南部のリバーランディング地区は再開発が行われており、ホテル・スパ、大規模な複合型映画館、商業施設などが入っている。

## 地理

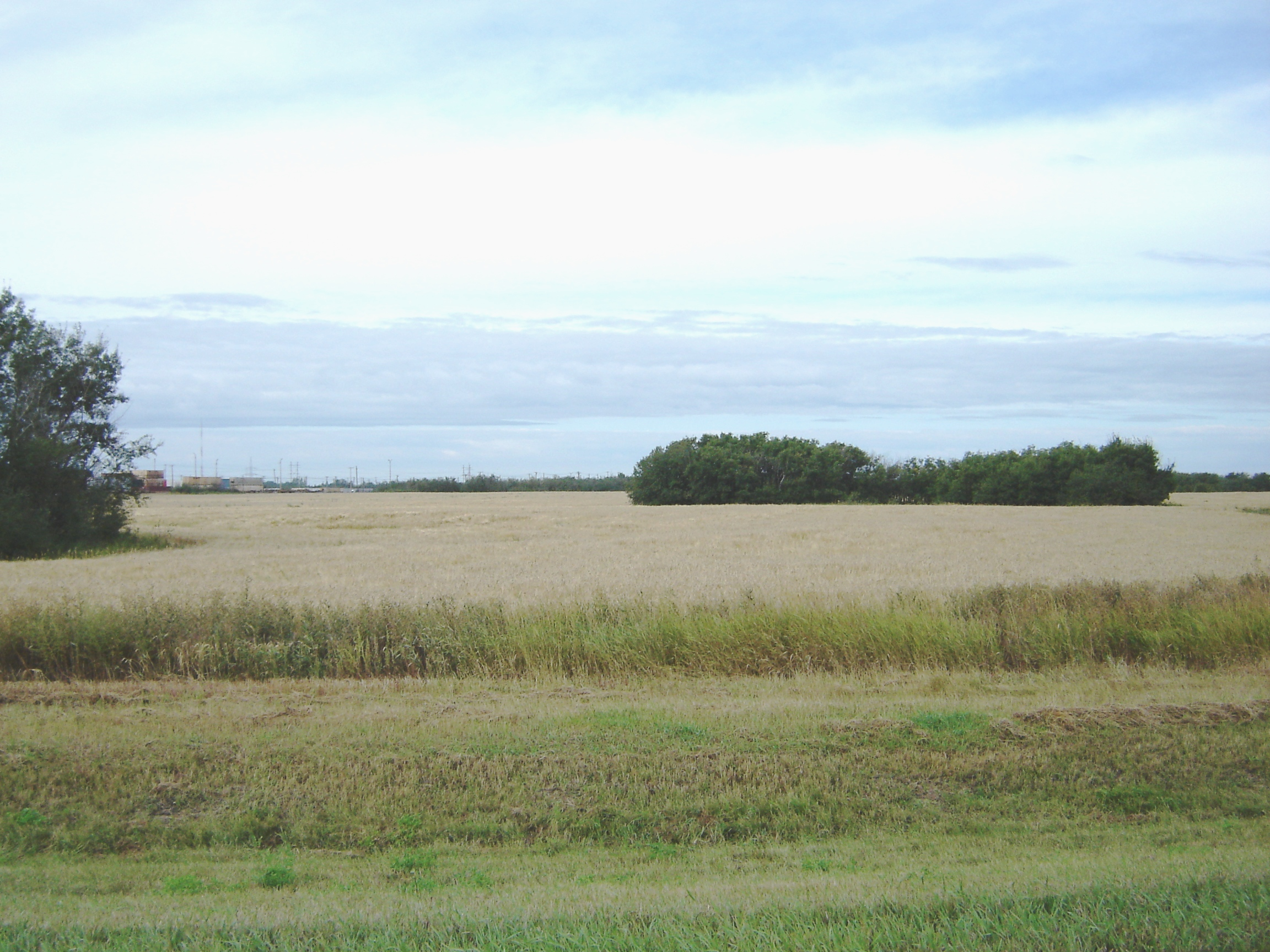
サスカトゥーン近郊の小麦畑

サスカトゥーンはサスカチュワン州南中央部に広がる豊かなカリウム鉱脈の一帯にあり、プレーリーとタイガに挟まれた「アスペン・パークランド」（Aspen parkland）と呼ばれる生態系が広がっている。アスペン・ポプラとトウヒが草原に多く分布していることを特徴とする。山地が少ない地形であることから市内は概ね平坦であるが、いくつかの丘や谷も見られ、サウスサスカチュワン川が市内を流れている。

### 気候

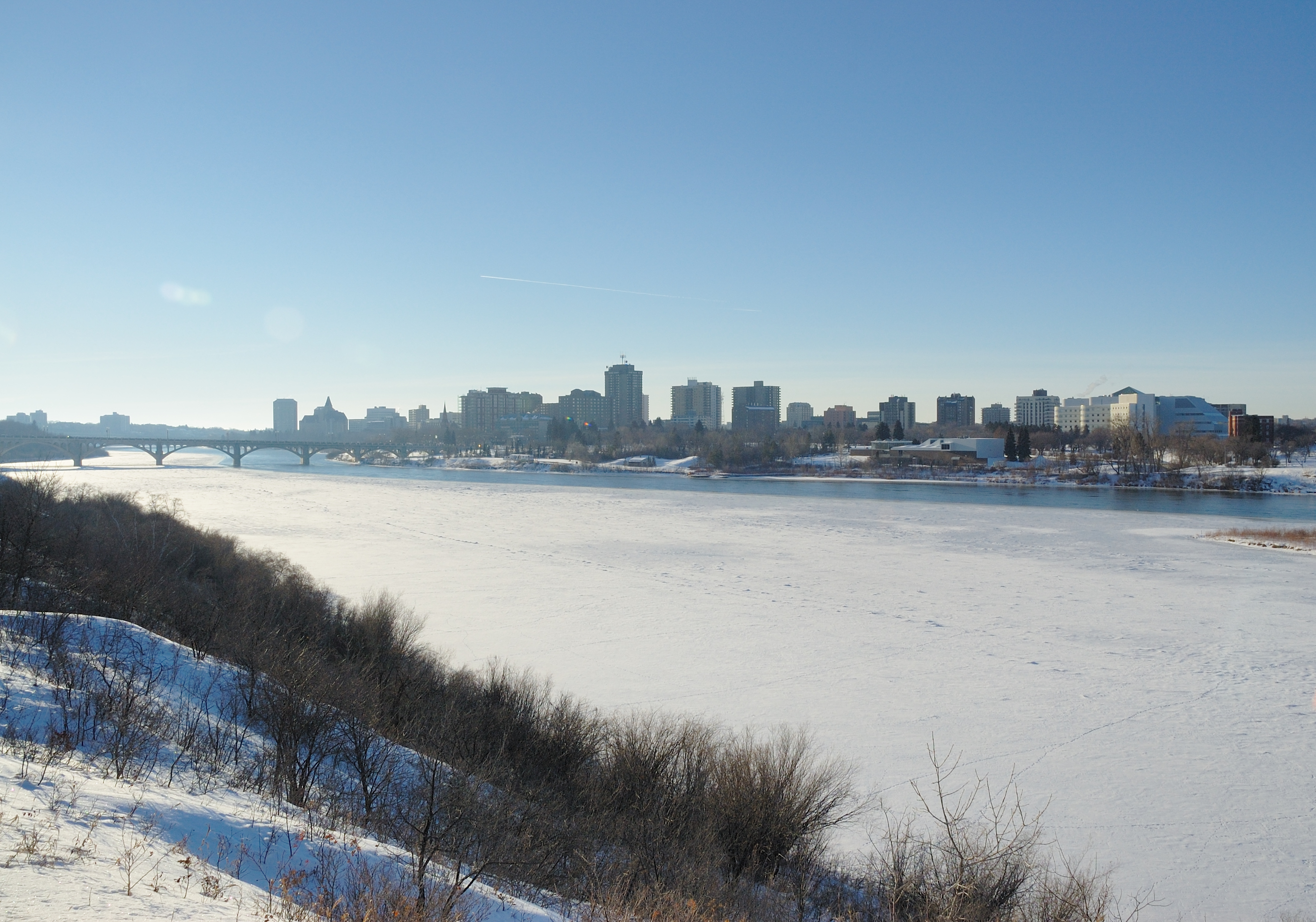
サスカトゥーンの冬景色

気候は乾燥したプレーリーとサバナの気候を特徴とし、夏は暖かく冬の寒さは非常に厳しい。四季がはっきりしており、冬は-40℃から夏は40℃と気温差が大きい。一年を通して夏の降水量が最も多いが、年間降水量は353.7mmと少なく、湿度も低い。このため、年平均の日照時間は2,267.8時間と国内でも日照時間の多い都市の一つになっている。過去に記録した最低気温は1893年2月1日の-50℃で、同じサスカチュワン州のレジャイナと並んでカナダの主要都市では最も低い。最高気温は1988年6月5日の40.6℃である。
| サスカトゥーン (サスカトゥーン国際空港)(1981-2010年平均)の気候 | サスカトゥーン (サスカトゥーン国際空港)(1981-2010年平均)の気候 | サスカトゥーン (サスカトゥーン国際空港)(1981-2010年平均)の気候 | サスカトゥーン (サスカトゥーン国際空港)(1981-2010年平均)の気候 | サスカトゥーン (サスカトゥーン国際空港)(1981-2010年平均)の気候 | サスカトゥーン (サスカトゥーン国際空港)(1981-2010年平均)の気候 | サスカトゥーン (サスカトゥーン国際空港)(1981-2010年平均)の気候 | サスカトゥーン (サスカトゥーン国際空港)(1981-2010年平均)の気候 | サスカトゥーン (サスカトゥーン国際空港)(1981-2010年平均)の気候 | サスカトゥーン (サスカトゥーン国際空港)(1981-2010年平均)の気候 | サスカトゥーン (サスカトゥーン国際空港)(1981-2010年平均)の気候 | サスカトゥーン (サスカトゥーン国際空港)(1981-2010年平均)の気候 | サスカトゥーン (サスカトゥーン国際空港)(1981-2010年平均)の気候 | サスカトゥーン (サスカトゥーン国際空港)(1981-2010年平均)の気候 |
| 月                                                             | 1月                                                            | 2月                                                            | 3月                                                            | 4月                                                            | 5月                                                            | 6月                                                            | 7月                                                            | 8月                                                            | 9月                                                            | 10月                                                           | 11月                                                           | 12月                                                           | 年                                                             |
| -------------------------------------------------------------- | -------------------------------------------------------------- | -------------------------------------------------------------- | -------------------------------------------------------------- | -------------------------------------------------------------- | -------------------------------------------------------------- | -------------------------------------------------------------- | -------------------------------------------------------------- | -------------------------------------------------------------- | -------------------------------------------------------------- | -------------------------------------------------------------- | -------------------------------------------------------------- | -------------------------------------------------------------- | -------------------------------------------------------------- |
| 最高気温記録 °C （°F）                                         | 10.0 (50)                                                      | 12.8 (55)                                                      | 22.8 (73)                                                      | 33.3 (91.9)                                                    | 37.2 (99)                                                      | 40.6 (105.1)                                                   | 40.0 (104)                                                     | 38.6 (101.5)                                                   | 35.3 (95.5)                                                    | 32.2 (90)                                                      | 21.7 (71.1)                                                    | 14.4 (57.9)                                                    | 40.6 (105.1)                                                   |
| 平均最高気温 °C （°F）                                         | −10.1 (13.8)                                                   | −7.2 (19)                                                      | −0.3 (31.5)                                                    | 11.2 (52.2)                                                    | 18.2 (64.8)                                                    | 22.4 (72.3)                                                    | 25.3 (77.5)                                                    | 24.9 (76.8)                                                    | 18.3 (64.9)                                                    | 10.2 (50.4)                                                    | −1.2 (29.8)                                                    | −8 (18)                                                        | 8.6 (47.5)                                                     |
| 日平均気温 °C （°F）                                           | −15.5 (4.1)                                                    | −12.5 (9.5)                                                    | −5.4 (22.3)                                                    | 4.7 (40.5)                                                     | 11.2 (52.2)                                                    | 15.8 (60.4)                                                    | 18.5 (65.3)                                                    | 17.6 (63.7)                                                    | 11.4 (52.5)                                                    | 4.0 (39.2)                                                     | −6 (21)                                                        | −13.2 (8.2)                                                    | 2.6 (36.7)                                                     |
| 平均最低気温 °C （°F）                                         | −20.7 (−5.3)                                                   | −17.8 (0)                                                      | −10.5 (13.1)                                                   | −1.9 (28.6)                                                    | 4.1 (39.4)                                                     | 9.2 (48.6)                                                     | 11.6 (52.9)                                                    | 10.3 (50.5)                                                    | 4.5 (40.1)                                                     | −2.3 (27.9)                                                    | −10.7 (12.7)                                                   | −18.3 (−0.9)                                                   | −3.5 (25.7)                                                    |
| 最低気温記録 °C （°F）                                         | −48.9 (−56)                                                    | −50 (−58)                                                      | −43.3 (−45.9)                                                  | −28.3 (−18.9)                                                  | −12.8 (9)                                                      | −3.3 (26.1)                                                    | −0.6 (30.9)                                                    | −2.8 (27)                                                      | −11.1 (12)                                                     | −25.6 (−14.1)                                                  | −39.4 (−38.9)                                                  | −43.9 (−47)                                                    | −50 (−58)                                                      |
| 降水量 mm （inch）                                             | 14.8 (0.583)                                                   | 8.8 (0.346)                                                    | 15.6 (0.614)                                                   | 22.7 (0.894)                                                   | 43.0 (1.693)                                                   | 65.8 (2.591)                                                   | 60.3 (2.374)                                                   | 42.6 (1.677)                                                   | 35.4 (1.394)                                                   | 18.8 (0.74)                                                    | 13.0 (0.512)                                                   | 12.9 (0.508)                                                   | 353.7 (13.925)                                                 |
| 降雪量 cm （inch）                                             | 17.5 (6.89)                                                    | 10.2 (4.02)                                                    | 14.6 (5.75)                                                    | 8.0 (3.15)                                                     | 2.3 (0.91)                                                     | 0.0 (0)                                                        | 0.0 (0)                                                        | 0.0 (0)                                                        | 1.2 (0.47)                                                     | 8.3 (3.27)                                                     | 13.4 (5.28)                                                    | 15.9 (6.26)                                                    | 91.3 (35.94)                                                   |
| 平均降雨日数 （≥0.2 mm）                                       | 0.74                                                           | 0.56                                                           | 1.9                                                            | 5.9                                                            | 9.2                                                            | 12.1                                                           | 11.2                                                           | 9.4                                                            | 8.1                                                            | 5.3                                                            | 1.3                                                            | 1.0                                                            | 66.7                                                           |
| 平均降雪日数 （≥0.2 cm）                                       | 11.7                                                           | 8.4                                                            | 8.0                                                            | 3.7                                                            | 0.78                                                           | 0.0                                                            | 0.0                                                            | 0.0                                                            | 0.56                                                           | 3.0                                                            | 8.5                                                            | 10.9                                                           | 55.4                                                           |
| % 湿度                                                         | 73.7                                                           | 73.8                                                           | 68.4                                                           | 47.0                                                           | 42.3                                                           | 48.9                                                           | 50.6                                                           | 47.0                                                           | 48.0                                                           | 53.6                                                           | 69.5                                                           | 73.7                                                           | 58.0                                                           |
| 平均月間日照時間                                               | 106.2                                                          | 131.1                                                          | 173.1                                                          | 222.0                                                          | 263.0                                                          | 266.8                                                          | 308.8                                                          | 269.6                                                          | 192.5                                                          | 157.0                                                          | 91.3                                                           | 86.5                                                           | 2,267.8                                                        |
| 出典：                                                         |                                                                |                                                                |                                                                |                                                                |                                                                |                                                                |                                                                |                                                                |                                                                |                                                                |                                                                |                                                                |                                                                |

| サスカトゥーン (サスカトゥーン国際空港)(1961-1990年平均)の気候 | サスカトゥーン (サスカトゥーン国際空港)(1961-1990年平均)の気候 | サスカトゥーン (サスカトゥーン国際空港)(1961-1990年平均)の気候 | サスカトゥーン (サスカトゥーン国際空港)(1961-1990年平均)の気候 | サスカトゥーン (サスカトゥーン国際空港)(1961-1990年平均)の気候 | サスカトゥーン (サスカトゥーン国際空港)(1961-1990年平均)の気候 | サスカトゥーン (サスカトゥーン国際空港)(1961-1990年平均)の気候 | サスカトゥーン (サスカトゥーン国際空港)(1961-1990年平均)の気候 | サスカトゥーン (サスカトゥーン国際空港)(1961-1990年平均)の気候 | サスカトゥーン (サスカトゥーン国際空港)(1961-1990年平均)の気候 | サスカトゥーン (サスカトゥーン国際空港)(1961-1990年平均)の気候 | サスカトゥーン (サスカトゥーン国際空港)(1961-1990年平均)の気候 | サスカトゥーン (サスカトゥーン国際空港)(1961-1990年平均)の気候 | サスカトゥーン (サスカトゥーン国際空港)(1961-1990年平均)の気候 |
| 月                                                             | 1月                                                            | 2月                                                            | 3月                                                            | 4月                                                            | 5月                                                            | 6月                                                            | 7月                                                            | 8月                                                            | 9月                                                            | 10月                                                           | 11月                                                           | 12月                                                           | 年                                                             |
| -------------------------------------------------------------- | -------------------------------------------------------------- | -------------------------------------------------------------- | -------------------------------------------------------------- | -------------------------------------------------------------- | -------------------------------------------------------------- | -------------------------------------------------------------- | -------------------------------------------------------------- | -------------------------------------------------------------- | -------------------------------------------------------------- | -------------------------------------------------------------- | -------------------------------------------------------------- | -------------------------------------------------------------- | -------------------------------------------------------------- |
| 平均最高気温 °C （°F）                                         | −12.3 (9.9)                                                    | −8.6 (16.5)                                                    | −1.8 (28.8)                                                    | 10 (50)                                                        | 18.4 (65.1)                                                    | 23 (73)                                                        | 25.4 (77.7)                                                    | 24.5 (76.1)                                                    | 17.7 (63.9)                                                    | 11.1 (52)                                                      | −1.3 (29.7)                                                    | −9.8 (14.4)                                                    | 8 (46)                                                         |
| 日平均気温 °C （°F）                                           | −17.5 (0.5)                                                    | −13.9 (7)                                                      | −7 (19)                                                        | 3.9 (39)                                                       | 11.5 (52.7)                                                    | 16.2 (61.2)                                                    | 18.6 (65.5)                                                    | 17.4 (63.3)                                                    | 11.2 (52.2)                                                    | 4.8 (40.6)                                                     | −6 (21)                                                        | −14.7 (5.5)                                                    | 2 (36)                                                         |
| 平均最低気温 °C （°F）                                         | −22.9 (−9.2)                                                   | −19.4 (−2.9)                                                   | −12.3 (9.9)                                                    | −2.2 (28)                                                      | 4.5 (40.1)                                                     | 9.4 (48.9)                                                     | 11.7 (53.1)                                                    | 10.3 (50.5)                                                    | 4.6 (40.3)                                                     | −1.5 (29.3)                                                    | −10.8 (12.6)                                                   | −19.8 (−3.6)                                                   | −4 (25)                                                        |
| 降水量 mm （inch）                                             | 15.9 (0.626)                                                   | 12.9 (0.508)                                                   | 16 (0.63)                                                      | 19.7 (0.776)                                                   | 44.2 (1.74)                                                    | 63.4 (2.496)                                                   | 58 (2.28)                                                      | 36.8 (1.449)                                                   | 32.1 (1.264)                                                   | 16.9 (0.665)                                                   | 14.1 (0.555)                                                   | 17.2 (0.677)                                                   | 347.2 (13.669)                                                 |
| 出典：                                                         |                                                                |                                                                |                                                                |                                                                |                                                                |                                                                |                                                                |                                                                |                                                                |                                                                |                                                                |                                                                |                                                                |

## 人口動勢

### 人口
| 年度   | 人口（人） | 増加率（%） |
| ------ | ---------- | ----------- |
| 2016年 | 246,376    | 9.8         |
| 2011年 | 222,246    | 10.9        |
| 2006年 | 202,340    | 2.8         |
| 2001年 | 196,861    | 1.6         |
| 1996年 | 193,653    | -           |

- 増加率は過去5年間の人口増加率を意味する。

2016年の国勢調査によると人口は246,376でこの5年間で10%程度の人口が増加している。先住民の出生率の高さとアジアを中心とした国々からの移民による人口増加が目立っている。都市圏人口は295,095人で同州最大、カナダで17番目の都市圏を形成しており、カナダ統計局による人口推計では2019年の都市圏人口は330,674人となっている。14歳以下の若年人口は20.6%で、65歳以上の高齢者人口は11.8%と低く、平均年齢は国内平均より3歳若く34.4歳である。

### 民族構成

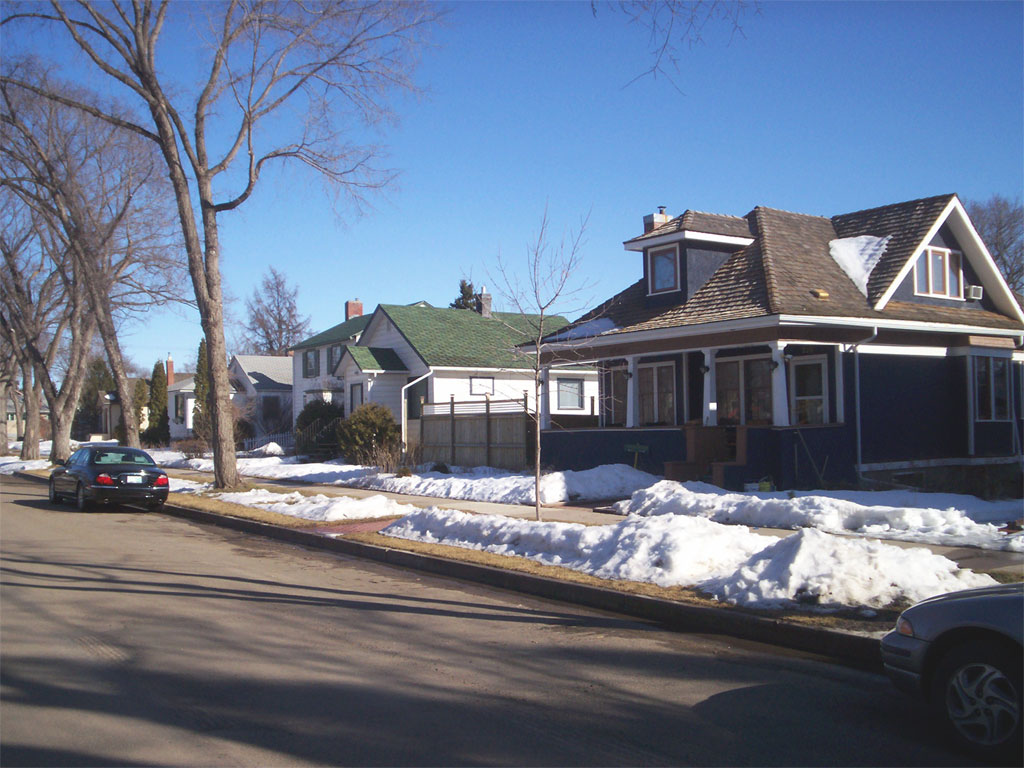
サスカトゥーンの住宅街

先住民系人口の割合が11.6%を占めているのが特徴で内訳はファースト・ネーションが7.4%、メティスが5%、イヌイットが0.1%となっている。白人は7割弱となっている。
| 民族         | 人口（人） | 割合（%） |
| ------------ | ---------- | --------- |
| ヨーロッパ系 | 168,145    | 69.6      |
| 先住民       | 28,065     | 11.6      |
| 南アジア系   | 13,335     | 0.77      |
| フィリピン系 | 10,870     | 4.5       |
| 中華系       | 7,675      | 1.65      |
| 黒人         | 5,390      | 2.2       |
| 日系         | 405        | 0.2       |

- 統計は2016年度国勢調査に基づく[5]。

### 宗教
全人口の78.5%がキリスト教徒で、その多くはプロテスタントとロマン・カトリックである。残りの少数派には仏教、ユダヤ教、ヒンドゥー教、イスラム教などが含まれる。特定の宗教を信仰しない無宗派もかなり存在する。

## 経済

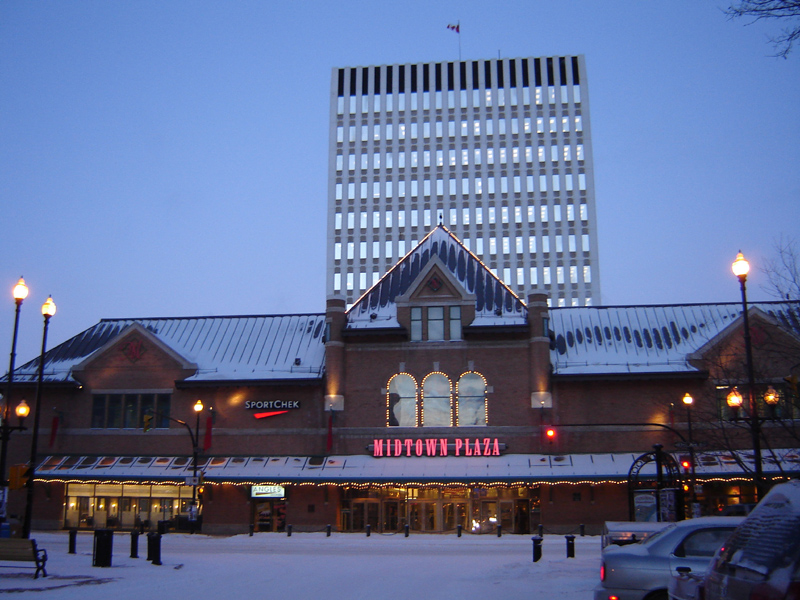
ミッドタウン・プラザ

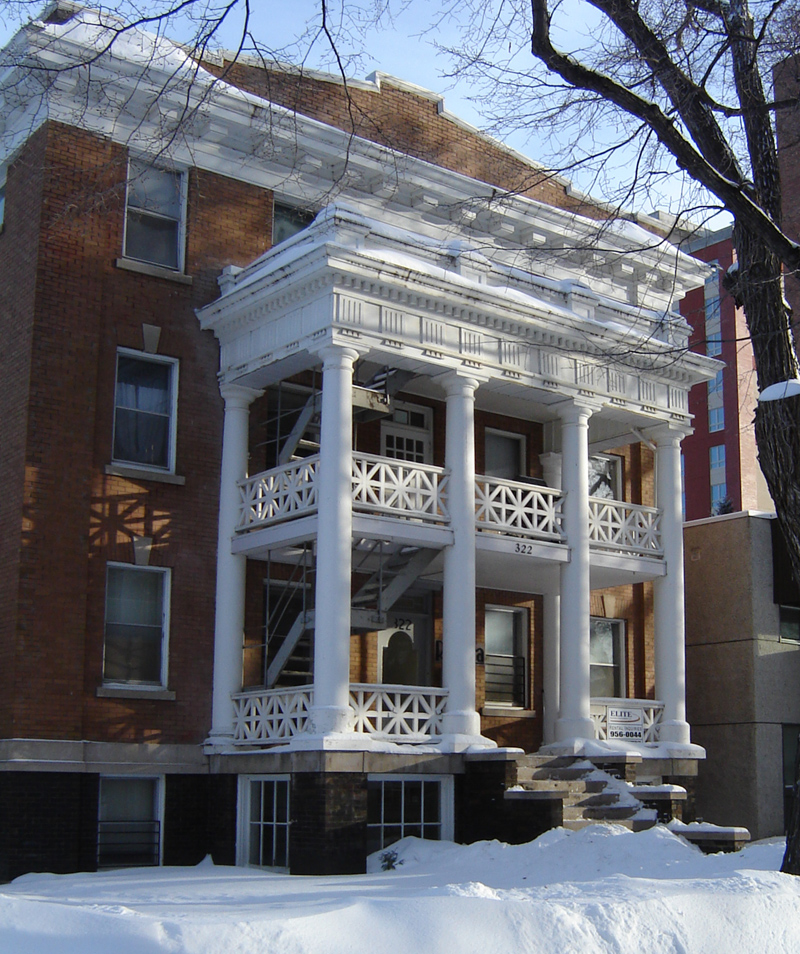
ダウンタウン内の歴史建築物

農業生物工学（バイオテクノロジー）の分野では世界最先端の研究が行われている場所の一つで、イノベーション・プレイス・リサーチ・パークとサスカチュワン大学などに研究施設がある。ワクチン・伝染病機構（VIDO）がサスカチュワン大学にあり、人と動物に関する伝染病の研究が行われている。また大学はいくつかの医薬品会社を所有している。
大学内には世界中の自然環境と気候変動の調査を行うサスカチュワン・アイソトープ研究所（SIL）もあり、長期の環境変化を記録したデータを提供している。50年以上かけて進められたカナダ国内最大規模の科学研究施設、カナディアン・ライト・ソース（CLS）もまた大学内に拠点を置く。この施設には1億7,900万カナダドルを投じて建設されたシンクロトロンがあり、様々な分野で世界クラスの科学研究に使われている。
世界最大手のウラン会社の一つカメコ（Cameco）とカリウムの生産で世界最大のポタシュ社（PotashCorp）が本社をサスカトゥーンに置いている。利用可能なカリウムのうち、世界の3分の2近くの埋蔵量がここサスカトゥーン近郊に眠っている。ウランも市の経済に重要な役割を果たしており、アレヴァの子会社、アレヴァNCのカナダ本社が入っている。
食品加工も重要な産業になっているほか、製造業も入っている。日立カナダのほか、情報工学や電気通信分野の会社なども見られる。ミナックス（Minacs）とマリオット・インターナショナルのコールセンター、カナダ・ファースト・ネーションズ銀行（FNBC）の本部もある。
1970年代から1980年代初期の急速な住宅開発ののち、1980年代には開発が鈍り、経済の停滞を経験した。しかし、2005年の時点では少なくとも4つの主な住宅開発が行われ、商業地や郊外の開発計画も次々と進められている。
サスカトゥーンは商業開発において従来型のショッピングモールに変わるスーパーセンターの建設が遅く始められ、1990年代中頃からようやく進められた。このため2000年代初期までは本格的なスーパーセンターは見られなかった。市内の代表的な商業地区である8番通り（8th Street East）では、2000年代初期に市内南部に建設された新しい商業施設「サスカトゥーン・オート・モール」の影響を受け、多くのディーラーがオート・モールに移転したことから、大きな空き店舗ができた。
市内最初のスーパーセンターはプレストン・クロッシングで、2002-2003年にはウォルマート・カナダやカナディアン・タイヤなどの大型店が新しい商業区に移転し始めたため、元々のショッピングモールでは新しいテナントを探すことを強いられた。2番目のスーパーセンターは市内南部に建設されており、これらの大型商業施設の建設がダウンタウン地区の店舗展開に影響を与えている一面もある。
ダウンタウン中心部ではリバーランディングなどで再開発が進められており、エンタテイメント関連の施設が建設されている。市内最大のショッピングモールは中心部にあるミッドタウンプラザで、シアーズ・カナダやザ・ベイとつながっている。
市の電力はサスカチュワン州の電力会社サスクパワー（SaskPower）より供給されており、最も近い発電所はサスカトゥーン南西部、スパダイナ通りに面してある。サスクパワーは主に水力発電と石炭火力発電によって電力を発電している。

## 交通

### 道路と橋

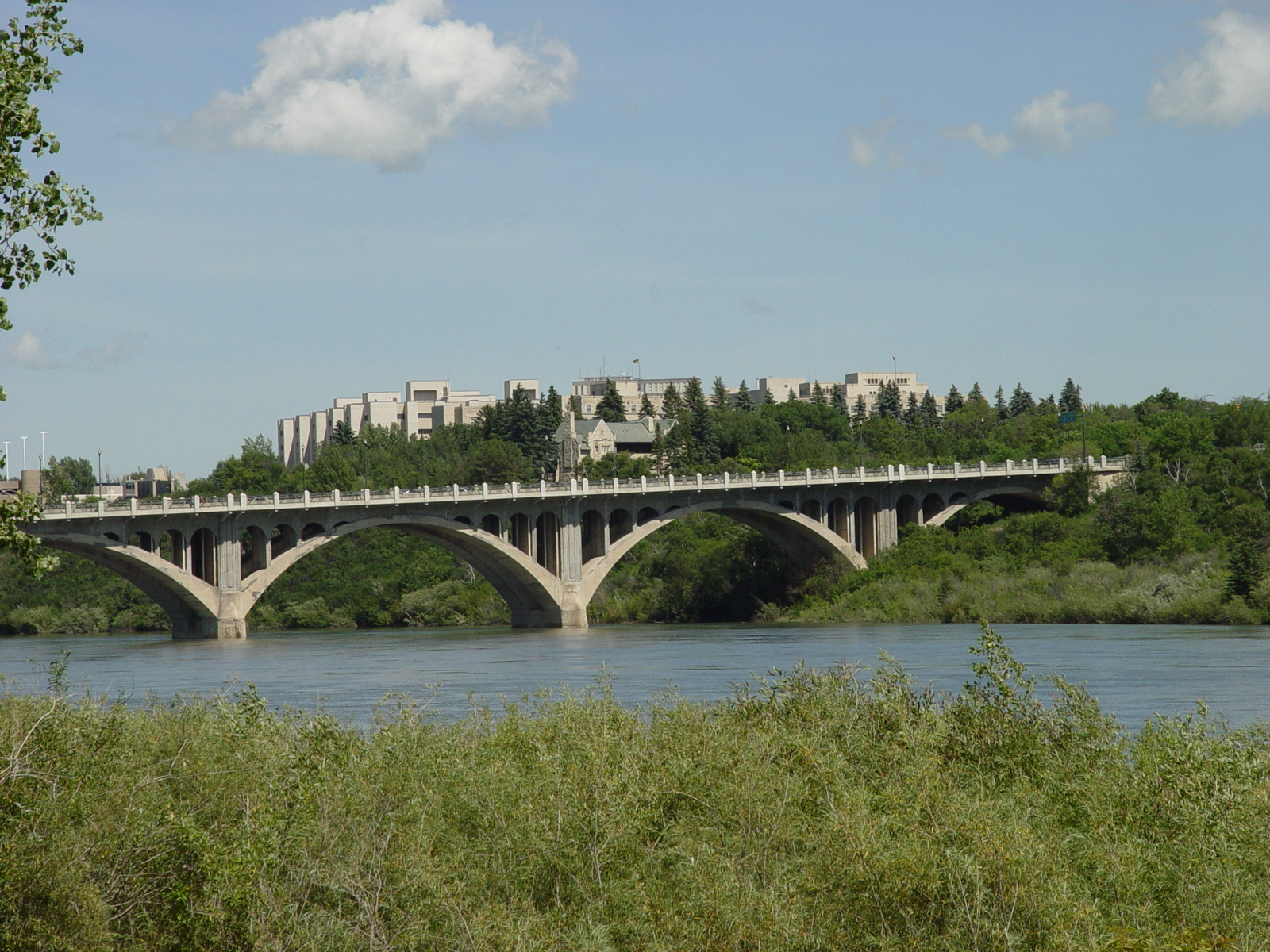
ユニバーシティ橋

イエローヘッド・ハイウェイ
トランスカナダハイウェイの一部を成しており、サスカチュワン州のハイウェイ16号線とも重なる。サスカチュワン州内およびマニトバ州やアルバータ州、ブリティッシュコロンビア州へとつながっている。
州の高速道路
サスカトゥーンには州のハイウェイ5号線、7号線、11号線、12号線、14号線、219号線、684号線、762号線が集まっている。
環状道路
1913年に初めて提案され、1960年代中頃から建設が始められたサスカトゥーンの環状道路（サークルドライブ）は2013年に完成した。
- サウスサスカチュワン川にかかる橋
  - ブロードウェイ橋 （Broadway Bridge）
  - サークルドライブ橋 （Circle Drive Bridge）
  - シドニー・L・バックウォルド橋 （Sidney L. Buckwold Bridge）
  - マクドナルド橋 （McDonald Bridge） - 鉄道
  - ユニバーシティ橋 （University Bridge）
  - トラフィック橋 （Traffic Bridge）
  - グランド・トランク橋 （Grand Trunk Bridge） - 鉄道

### 空港
- サスカトゥーン国際空港（Saskatoon John G. Diefenbaker International Airport、IATA空港コード：YXE）

2004年に改装したサスカチュワン州最大の空港で年間乗降客数は90万人を超える。国内の主な都市に直行便が飛んでおり、デルタ航空でミネアポリスとも結ばれている。冬のチャーター便ではメキシコにも飛んでいる。
- サスカトゥーン・コーマン・エア・パーク（Saskatoon/Corman Air Park）

市内南東部に位置する小規模な空港で、自家用機向けに使われている。

### 鉄道
カナダ太平洋鉄道（CPR）とカナディアン・ナショナル鉄道（CNR）の路線がサスカトゥーンを通っており、旅客部門では大陸を横断するVIA鉄道が運営している。VIA駅は市内西端に位置する。州の多くの運送機関が集まり、そして地勢的な理由から「ハブ・シティ」の愛称をもつ。サスカチュワン鉄道博物館は市内から少し外れた場所にある。

### 公共交通
市内の公共交通は市の行政部門であるサスカトゥーン交通局によって運営されている。2006年7月2日にシステムが改良され、市内の路線網も増やされた。定期路線は月～土曜の間、午後6時まで30分に1本、午後6時以降1時間に1本運行されており、日曜は1時間に1本のみとなる。快速バスと区別するため、バスは青と白のパターンに配色されている。
エキスプレス・ルートはダート（DART）と呼ばれ、快速バスが運行されている。バスは緑と白のパターン配色で、ラッシュ時は20分に1本、それ以外の時間帯は30分に1本運行されている。

## 教育

### 大学

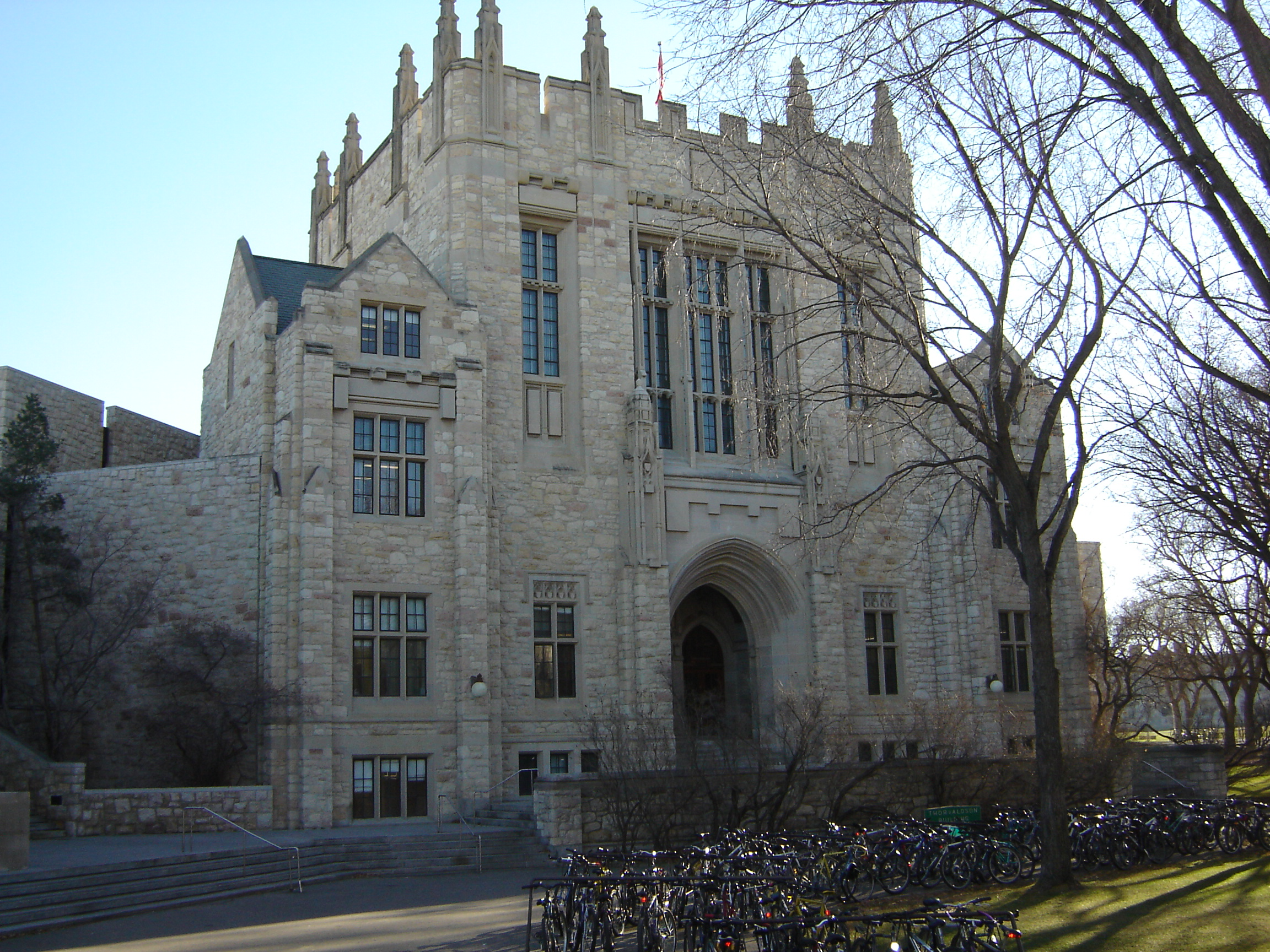
サスカチュワン大学キャンパス内

サスカチュワン大学
サスカチュワン大学のキャンパスはサウスサスカチュワン川の川岸東部に位置し、広さは7.55km2ある。1907年創立で、初期の校舎はダウンタウンにあった。現在の位置にキャンパスの建設が進められたのは1909年で、外観が灰色の石造りをした建物はすべて建設当時以来、今も残っている。年間の学生総数はおおよそ1万9,000人。カナダ唯一のシンクロトロンであるカナディアン・ライト・ソースが大学内にある。
大学内には大学連合に含むカトリック系のセントトーマス・モア・カレッジ（STM）、そして提携下にあるカレッジが3つ、それぞれルーテル教会のルーテル神学校（LTS）、英国国教会のエマニュエル・セントチャド・カレッジ、プロテスタントのセントアンドリュー・カレッジがある。
カナダ・ファースト・ネーションズ大学
同大学のサスカトゥーン・キャンパスが市内にある。メイン・キャンパスはレジャイナに位置する。
SIAST
サスカチュワン工科学院のケルシーキャンパスがサスカトゥーン市内にあり、同キャンパスは1963年に設立された。SIASTは農業、医療科学、工学、産業、看護、ホテル学、コミュニティ・サービスなど基礎教育を提供するカレッジである。
ガブリエル・デュモン学院（GDI）
サスカトゥーンを本部とするメティの教育機関で、サスカチュワン州内のメティに教育の場を提供している。
リージェンシー・カレッジ
私立のキャリア・カレッジ。

### 研究
サスカチュワン・アイソトープ研究所は地球環境と気候変動を調査することを目的としており、同研究所ではいくつもの研究プロジェクトが世界17ヶ国、共同研究者300人以上が参加して行っている。

### 初等教育
市内には78の小学校と14の高校が運営され、約3万7,000人の学生が通う。サスカトゥーンには2つの教育委員会があり、それぞれサスカトゥーン公立学校区とグレーターサスカトゥーン・カトリック学校区とに分かれる。

## 文化
サスカトゥーンの代表的な芸術劇場は、TCUプレイス（旧称：サスカトゥーン・センテニアル公会堂）で、ダウンタウンのミッドタウンプラザに隣接している。1967年にオープンして以来、コンサート、演劇などのほか、高校や大学の卒業式などにも使われている。そして、サスカトゥーン交響楽団が本拠としている。近年、リノベーションが行われ、2005年に新たに施設拡充のため拡張工事が行われていた。

### コンサート
ロック・コンサートや主なショーはクレジット・ユニオン・センター（Credit Union Centre、旧称：サスカチュワン・プレイス）が主要会場となり、サスカチュワン州内で最大のアリーナとなっている。最大収容人数はスポーツイベントで1万1,300人、コンサートで1万4,000人である。

### 美術館
レミー・モダン
同美術館はサウスサスカチュワン川の西岸にあり、40年以上の歴史を持っていたメンデル・アートギャラリーを拡張し、現代美術館として開業したものである。

### 博物館
サスカチュワン西部開拓博物館
同博物館の施設は州内に4つあり、サスカトゥーンはそのひとつである。州内に入植した初期の様子を再現した博物館になっている。
サスカチュワン鉄道博物館
市内より少し外れたところにあり、州内より集められた車両や歴史的な建物などが展示されている。

### 史跡
ワヌスケウィン・ヘリテージ・パーク
同施設は国定史跡になっており、市内から北へ5kmに位置する。先住民の遺跡で、展示やイベント、アクティビティがある。

### イベント
夏に多くのイベントが開催され、シェイクスピア・オン・ザ・サスカチュワン・フェスティバル、サスカチュワン・ジャズ・フェスティバル、ノーザン・サスカチュワン国際児童フェスティバル、 サスカトゥーン国際フリンジ・フェスティバル、フェークフェスト、カナダ・レメンバーズ・エアショーなどがよく知られる。
市の行事では、毎年8月に行われるサスカトゥーン・エキシビション（旧称：パイオニア・デー）がある。1990年代までは7月中旬に行われ、ルイ・リエル・デーと関係があった。1990年代初期、ルイ・リエル・デーはスポンサーの不足から開催の中止を余儀なくされた経緯がある。1990年代後半、サスカトゥーン・エキシビションは8月にスケジュールが変更されたことでカルガリー・スタンピードとかぶることがなくなった。

## イギリス王室の訪問

### サスカトゥーン訪問
- エドワード8世 - 1919年
- ジョージ6世とエリザベス王妃 - 1939年
- エリザベス2世とエディンバラ公フィリップ - 1951年、1959年、1978年、1987年、2005年
- マーガレット王女 - 1980年
- チャールズ3世（当時皇太子） - 2001年
- アン王女 - 1982年、2004年
- ヨーク公アンドルー王子とセーラ妃 - 1989年
- ウェセックス伯エドワード王子 - 1978年

イギリス王室の名から名付けられた学校や土地、通り、公園などが市内各地にある。ホテルもそのひとつで、ランドマークになっているホテル・ベスボローもカナダ総督を務めたベスボロー卿に由来する。
ロイヤル・ユニバーシティ病院は王室より指定された州内4つの機構または施設のひとつである。

## スポーツ
アイスホッケーが最も人気あるスポーツの一つで、アマチュアのチームが数多くある。カナダ西部リーグ（WHL）のサスカトゥーン・ブレイズがそのひとつで、クレジット・ユニオン・センターを本拠とする。また、女子ホッケーも盛んである。
サスカトゥーンではカナディアンフットボールが最も成功しているフィールド・スポーツのひとつで、ジュニアから大学までトップレベルのチームがある。国内の大会でも優勝を経験し、常に上位に入ってくるジュニア・チームのサスカトゥーン・ヒルトップスやサスカチュワン大学のサスカチュワン・ハスキーズがその一例である。

## 姉妹都市
- ウメオ（スウェーデン・ヴェステルボッテン県）
- 石家荘市（中国・河北省）
- ケルン（ドイツ・ノルトライン＝ヴェストファーレン州）
- タンペレ（フィンランド・ピルカンマー県）